# Тиньё-Жамезьё
Тинье-Жамейзье (фр. Tignieu-Jameyzieu) — коммуна во Франции, находится в регионе Рона — Альпы. Департамент коммуны — Изер. Входит в состав кантона Кремьё. Округ коммуны — Ла-Тур-дю-Пен.
Код INSEE коммуны — 38507. Население коммуны на 2006 год составляло 5 373 человека. Населённый пункт находится на высоте от 199  до 237  метров над уровнем моря. Муниципалитет расположен на расстоянии около 410 км юго-восточнее Парижа, 27 км восточнее Лиона, 75 км северо-западнее Гренобля. Мэр коммуны — M. André Paviet-Salomon, мандат действует на протяжении 2001—2008 гг.
Динамика населения (INSEE):